# Rycerze pożyczonego mroku
Rycerze pożyczonego mroku (ang. Knights of the Borrowed Dark) – irlandzka powieść fantasy dla młodzieży z 2016 roku autorstwa Dave’a Ruddena, debiut powieściowy tego autora. Opowiada o przygodach trzynastoletniego Denizena Hardwicka, który w dniu trzynastych urodzin dowiaduje się o posiadaniu mocy walki ze złem. W 2017 roku powieść została wydana w tłumaczeniu na język polski nakładem Wydawnictwa Jaguar. Jest pierwszą częścią trylogii pod tym samym tytułem.

## Recepcja książki
W Stanach Zjednoczonych powieść została zrecenzowana przez „The Bulletin of the Center for Children's Books” i „School Library Journal”, w Irlandii przez „The Irish Times”, a w Wielkiej Brytanii przez „The Guardian”, w którym pisarz S. F. Said nazwał ją „magicznym debiutem”. Zdobyła w Irlandii nagrodę książki roku 2016 dla dzieci starszych (Irish Book Awards, 2016 Children’s Book of the Year, Senior), a także The Great Reads Award 2016 w kategorii najczęściej czytany tytuł („Most Read” title). W 2017 roku wykorzystano ją w ramach kampanii promowania czytelnictwa w Dublinie pod patronatem UNESCO (2017 Citywide Reading Campaign for Children. Dublin UNESCO. City of Literature). W tym samym roku zajęła czternaste miejsce na liście dwudziestu książek najczęściej wypożyczanych w irlandzkich bibliotekach publicznych; listę oparto na danych liczbowych zebranych przez organizację zarządzania prawami autorskimi Public Lending Remuneration.
W latach 2021–2023 Rycerze pożyczonego mroku znajdowali się na liście państwowej irlandzkiej National Council for Curriculum and Assessment jako lektura szkolna do wyboru, jedna z powieści do wykorzystania w trakcie zajęć z języka angielskiego w szkołach ponadpodstawowych w pierwszym roku nauki (Junior Cycle English Indicative First Year Text List). Oprócz języka polskiego książka została przetłumaczona na język czeski, język francuski, język niemiecki, język rosyjski i język szwedzki. Trwają prace produkcyjne nad ekranizacją trylogii Dave’a Ruddena; prowadzi je brytyjski producent telewizyjny Arvind Ethan David.

## Świat przedstawiony
Mrokory (zwane też Tenebrysami, Posępnymi, Styksaninami, Cmentarnikami, lub Tymi, Którzy Kroczą Pod Mrocznym Niebem), to istoty pojawiające się w naszym świecie z innego, mroczniejszego świata. Mogą przybierać dowolne kształty. Ich pojawienie się przez tak zwane Wyłomy wzbudza u ludzi znajdujących się w pobliżu uczucie, jakby świat został rozerwany na szwie. Stworzenia te samodzielnie wyłamują sobie drogę do naszego świata. Niektóre z nich są pozbawionymi inteligencji bestiami, inne nie ustępują mądrościom ludziom. Często próbują udawać ludzi, ale z marnym skutkiem: często zdradza je dziwny kolor oczu, lub problemy z anatomią. Tenebrysi niższego rzędu są zwykle obłąkanymi, zagłodzonymi istotami.  
W trzynaste urodziny niektóre dzieci przechodzą Zaranie. W ten sposób ujawnia się ich moc, która pozwala im na konfrontacje z Mrokorami. Ich moc pochodzi prawdopodobnie z Mroczni, świata tych istot. Mówi się, że w osobach, które przeszły Zaranie tli się ogień.  Mogą go wykorzystywać, budząc swoją moc i wykorzystując jeden, lub kilka z siedemdziesięciu ośmiu Kantusów. Ich umiejętność ma jednak Cenę, nazywaną także z łaciny Pretium. Z biegiem lat ich ciało zmienia się w żelazo.
Do walki z Mrokorami został powołany Zakon Pożyczonego Mroku, któremu przewodzi Malleus Wielki Komtur Zakonu Pożyczonego Mroku, którego dłonie są naznaczone Ceną Mocy. Jako jedyna osoba może on władać młotem. Osoby, które przeszły Zaranie mają wybór: mogą, lecz nie muszą dołączyć do Zakonu. 
Zakon, poza walką z Tenebrysami, prowadzi też badania nad nimi i kataloguje je. Stąd wiadomo, że stworzenia te mają swój dwór i szlachtę. Włada nimi tak zwany Bezkresny Król. Ponadto wiadomo, że wszelkie opowieści o wilkołakach, chimerach, upiorach i innych stworzeniach zaistniały właśnie przez istnienie Mrokorów. 
Siedziba zakonu znajdująca się w Dublinie nazwana jest Dworem Serafinów.
W herbie zakonu pojawiają się ludzkie dłonie oraz młot.

## Fabuła
Denizen trafił do sierocińca Crosscaper jako dwuletnie dziecko. Nie wie nic o swojej przeszłości. Wkrótce po trzynastych urodzinach okazuje się, że posiada ciotkę, która zaprasza go do siebie. Do sierocińca przyjeżdża Szary, mężczyzna będący przyjacielem ciotki, który ma go do niej zabrać. W trakcie drogi chłopiec i jego opiekun zostają zaatakowani przez wychodzącego w mroku potwora. Szary pokonuje go i dalszą część trasy udaje im się pokonać bez przeszkód. Na miejscu okazuje się, że rodzina, z której wywodzi się Denizen, od lat związana jest z Rycerzami Pożyczonego Mroku, a data urodzenia Denizen została zatajona. Tak naprawdę dopiero tej nocy chłopiec obchodził trzynaste urodziny, w trakcie których ujawniły się jego nadnaturalne moce. Denizen staje przed wyborem: może dołączyć do Zakonu, lub – po nauce panowania nad mocami – wrócić do sierocińca.

## Bohaterowie
- Denizen Hardwick – pretendent na rycerza pożyczonego mroku, wychował się w sierocińcu. Ma trzynaście lat i uwielbia czytać książki fantasy.
- Simon – przyjaciel Denizena z sierocińca. Fan literatury kryminalnej, przekonany, że przeczytał już tyle książek tego typu, że bez problemu byłby w stanie prowadzić śledztwo.
- Vivan Hardwick – ciotka Denizena. Nosi tytuł Malleusa w Zakonie.
- Darcie Wright – genialna nastolatka, bibliotekarka w Zakonie.
- Dyrektor Ackerby – dyrektor sierocińca, w którym wychował się Denizen.
- Graham McCarron, zwany Szarym – jeden z Rycerzy Pożyczonego Mroku. Przyjaciel Vivan, odebrał Denizena z sierocińca.